# Fara v Domašově (Bělá pod Pradědem)
Fara u kostela svatého Tomáše v Domašově v okrese Jeseník je kulturní památkou ČR.

## Historie
Do roku 1730 byl Dolní Domašov přifařen k Jeseníku a následně zde byla lokálie s vlastním farářem (do roku 1766). V roce 1766 byla postavena fara. Soubor budov fary, hospodářských stavení a kostela tvoří historicko-urbanistický celek. Do roku 1987 k tomuto celku patřila chlebová pec, která kvůli špatnému stavu byla zbořena.

## Popis
Jednopatrová stavba obdélníkového půdorysu je zakončena mansardovou střechou krytou eternitem. Fasáda je pěti a čtyřosá, zdobená šambránami a profilovanou korunní římsou.
V přízemí má kuchyně a komora valený strop a dvě místnosti sklenuty valeně s lunetami. Z centrální chodby vede dřevěné schodiště do patra. Místnosti v patře jsou plochostropé.